# Hoback

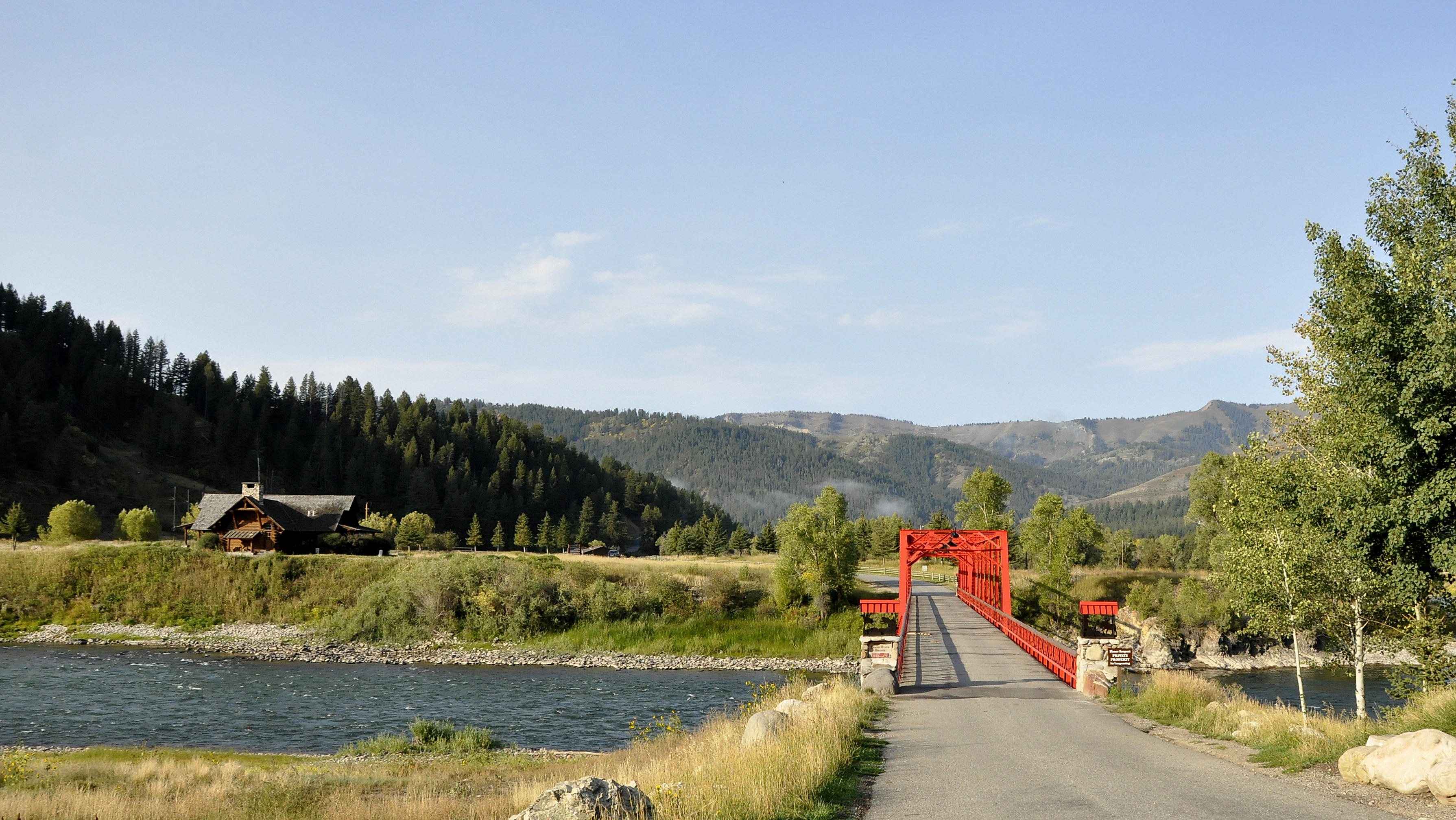
Hoback en de Snake River bridge

Hoback is een plaats (census-designated place) in de Amerikaanse staat Wyoming, en valt bestuurlijk gezien onder Teton County. De Snake stroomt door deze plaats.

## Demografie
Bij de volkstelling in 2000 werd het aantal inwoners vastgesteld op 1453.

## Geografie
Volgens het United States Census Bureau beslaat de plaats een oppervlakte van 462,9 km², waarvan 459,4 km² land en 3,5 km² water.

## Plaatsen in de nabije omgeving
De onderstaande figuur toont nabijgelegen plaatsen in een straal van 36 km rond Hoback.